# Vernussa
Vernusse és un municipi francès, situat al departament de l'Alier i a la regió d'Alvèrnia-Roine-Alps. L'any 2007 tenia 157 habitants.

## Demografia

### Població
El 2007 la població de fet de Vernusse era de 157 persones. Hi havia 66 famílies de les quals 15 eren unipersonals (15 dones vivint soles i 15 dones vivint soles), 20 parelles sense fills, 23 parelles amb fills i 8 famílies monoparentals amb fills.
La població ha evolucionat segons el següent gràfic:
Habitants censats

### Habitatges
El 2007 hi havia 104 habitatges, 63 eren l'habitatge principal de la família, 25 eren segones residències i 17 estaven desocupats. Tots els 104 habitatges eren cases. Dels 63 habitatges principals, 39 estaven ocupats pels seus propietaris, 21 estaven llogats i ocupats pels llogaters i 3 estaven cedits a títol gratuït; 2 tenien dues cambres, 9 en tenien tres, 20 en tenien quatre i 31 en tenien cinc o més. 44 habitatges disposaven pel capbaix d'una plaça de pàrquing. A 28 habitatges hi havia un automòbil i a 27 n'hi havia dos o més.

### Piràmide de població
La piràmide de població per edats i sexe el 2009 era:
| Homes | Edats   | Dones |
| ----- | ------- | ----- |
| 0     | 95 o +  | 0     |
| 0     | 90 a 94 | 0     |
| 4     | 85 a 89 | 0     |
| 0     | 80 a 84 | 0     |
| 12    | 75 a 79 | 12    |
| 0     | 70 a 74 | 4     |
| 4     | 65 a 69 | 8     |
| 4     | 60 a 64 | 4     |
| 0     | 55 a 59 | 0     |
| 0     | 50 a 54 | 0     |
| 8     | 45 a 49 | 4     |
| 8     | 40 a 44 | 12    |
| 16    | 35 a 39 | 8     |
| 4     | 30 a 34 | 12    |
| 4     | 25 a 29 | 8     |
| 8     | 20 a 24 | 0     |
| 12    | 15 a 19 | 0     |
| 0     | 10 a 14 | 8     |
| 20    | 5 a 9   | 16    |
| 12    | 0 a 4   | 4     |

## Economia
El 2007 la població en edat de treballar era de 104 persones, 69 eren actives i 35 eren inactives. De les 69 persones actives 63 estaven ocupades (35 homes i 28 dones) i 7 estaven aturades (5 homes i 2 dones). De les 35 persones inactives 10 estaven jubilades, 10 estaven estudiant i 15 estaven classificades com a «altres inactius».

### Ingressos
El 2009 a Vernusse hi havia 68 unitats fiscals que integraven 158 persones, la mediana anual d'ingressos fiscals per persona era de 13.919 €.

### Activitats econòmiques
Dels 4 establiments que hi havia el 2007, 1 era d'una empresa de fabricació d'altres productes industrials i 3 d'empreses de serveis.
L'any 2000 a Vernusse hi havia 20 explotacions agrícoles que ocupaven un total de 1.287 hectàrees.

## Poblacions més properes
El següent diagrama mostra les poblacions més properes.